# دیپاک چوپرا
دیپاک چوپرا (به انگلیسی: Deepak Chopra) (به هندی: दीपक चोपड़ा) (متولد ۲۲ اکتبر سال ۱۹۴۶ در دهلی-نو)، نویسنده و پزشک آمریکایی هندی الاصل است.
او بخاطر ترویج طب جایگزین در میان بسیاری مردمان از کشورهای مختلف شهرت دارد.

## زندگی
دیپاک چوپرا در دهلی نو به دنیا آمد، پدر و مادر او کریشان چوپرا و پوشپا چوپرا نام داشتند. زبان مادری او پنجابی است.
پدر بزرگ پدری او گروهبان ارتش بریتانیا بود و پدرش که یک متخصص قلب و عروق سرشناس بود به مدت ۲۵ سال ریاست بخش پزشکی قلب بیمارستان «مول چند خیراتی» شهر دهلی نو را بر عهده داشت.
چوپرا پزشکی را در هند خواند. در سال ۱۹۷۰ به آمریکا مهاجرت کرد و در رشته طب داخلی و غدد تخصص گرفت. او تحصیلات عالیه پزشکی خود در آمریکا را در دانشگاه ویرجینیا به پایان برد و تا کنون در دانشگاه تافتز و دانشگاه بوستون تدریس کرده.
در سال ۱۹۸۰ سرپرست کارکنان در بیمارستان NEW England Memorial (NEMH) شد.
در سال 1985 ماهاریشی ماهش (یوگی) را ملاقات کرد و به درون‌پویایی متعالی (Transcendental Meditation (TM) movement) علاقه‌مند شد. چندی بعد شغل بیمارستان را رها کرد و مرکز سلامت آیورودای ماهاریشی را تأسیس کرد.
در سال ۱۹۹۳ بعد از مصاحبه ای که دربارهٔ کتابهایش در مورد شوی اپرا (The Oprah Winfrey Show) انجام داد طرفدارانی پیدا کرد.
بعدها درون پویایی متعالی را رها کرد و مدیر اجرایی مرکز سلامت شارپ (Sharp HealthCare's Center) شد که مرکزی دربارهٔ طب بدن و روان بود.
در سال ۱۹۹۶ در تأسیس مرکز چوپرا (برای خوب زندگی کردن) همکاری کرد.

## نویسندگی

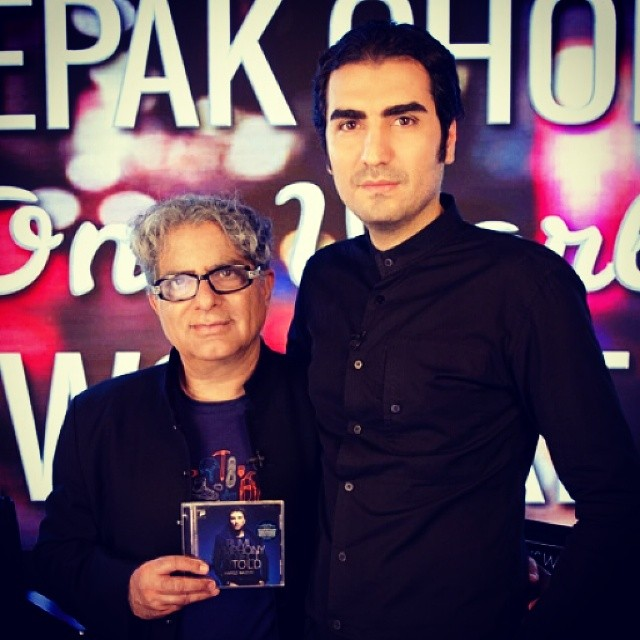
دیپاک چوپرا و حافظ ناظری

دیپاک چوپرا بیش از ۴۰ کتاب نوشته‌است و مباحث آنها شامل معنویت تا سلامتی می‌باشد. او همچنین چندین رمان و مجموعه اشعار معنوی از هندوستان و ایران نوشته‌است.

## آثار مکتوب
- ۱۹۸۷ آفرینش سلامتی  شابک ‎۰-۳۹۵-۷۵۵۱۵-۸
- ۱۹۸۸ Return of the Rishi ISBN 0-395-57420-X
- ۱۹۸۹ Quantum Healing: Exploring the Frontiers of Mind/Body Medicine ISBN 0-553-34869-8
- ۱۹۹۱ Unconditional Life: Mastering the Forces That Shape Personal Reality
- ۱۹۹۱ Perfect Health: The Complete Mind/Body Guide ISBN 0-517-58421-2
- ۱۹۹۳ Ageless Body, Timeless Mind: The Quantum Alternative to Growing Old ISBN 0-517-59257-6
- ۱۹۹۳ آفرینش فراوانی: آگاهی فراوانی در گشتره همه امکانات
- ۱۹۹۴ هفت قانون معنوی موفقیت: راهنمایی برای تحقق بخشیدن به آرزوها
- ۱۹۹۵ The Way of the Wizard: Twenty Spiritual Lessons in Creating the Life You Want ISBN 0-517-70434-X
- ۱۹۹۵ بازگشت مرلین: یک رمان شابک ‎۰-۴۴۹-۹۱۰۷۴-۱
- ۱۹۹۵ The Path to Love: Spiritual Strategies for Healing
- ۱۹۹۷ The Path to Love: Renewing the Power of Spirit in Your Life ISBN 0-517-70622-9
- ۱۹۹۷ The Seven Spiritual Laws for Parents: Guiding Your Children to Success and Fulfillment
- ۱۹۹۹ Everyday Immortality: A Concise Course in Spiritual Transformation ISBN 0-609-60484-8
- ۱۹۹۹ Lords of Light: A Novel ISBN 0-312-96892-2
- ۲۰۰۰ The Angel is Near: A Novel ISBN 0-312-97024-2
- ۲۰۰۰ How to Know God: The Soul's Journey into the Mystery of Mysteries ISBN 0-609-60078-8
- ۲۰۰۱ The Deeper Wound: Recovering the Soul from Fear and Suffering، 100 Days of Healing
- ۲۰۰۱ Grow Younger, Live Longer: 10 Steps to Reverse Aging ISBN 0-609-60079-6
- ۲۰۰۲ Manifesting Good Luck Cards: Growth and Enlightenment
- ۲۰۰۳ Golf for Enlightenment: The Seven Lessons for the Game of Life
- ۲۰۰۳ The Spontaneous Fulfillment of Desire: Harnessing the Infinite Power of Coincidence ISBN 0-609-60042-7
- ۲۰۰۳ Synchrodestiny: Harnessing the Infinite Power of Coincidence to Create Miracles ISBN 1-84413-221-8
- ۲۰۰۳ Manifesting Good Luck: Love and Relationships، 50 Card Deck
- ۲۰۰۴ The Book of Secrets: Unlocking the Hidden Dimensions of Your Life ISBN 0-517-70624-5
- ۲۰۰۴ Fire in the Heart: A Spiritual Guide for Teens ISBN 0-689-86216-4
- ۲۰۰۵ Peace Is the Way: Bringing War and Violence to an End ISBN 0-307-23607-2
- ۲۰۰۵ The Seven Spiritual Laws of Yoga: A Practical Guide to Healing Body, Mind, and Spirit
- ۲۰۰۶ Ask The Kabala: Oracle Cards/Kabala Guidebook ISBN 978-1-4019-1039-6
- ۲۰۰۶ Power Freedom and Grace: Living from the Source of Lasting Happiness ISBN 978-1-878424-81-5
- ۲۰۰۶ Life After Death: The Burden of Proof ISBN 0-307-34578-5
- ۲۰۰۶ Kama Sutra: Including the Seven Spiritual Laws of Love ISBN 978-1-85227-385-9
- ۲۰۰۷ Buddha: A Story of Enlightenment ISBN 978-0-06-087880-1
- ۲۰۰۸ The Third Jesus: The Christ We Cannot Ignore ISBN 978-0-307-33831-0
- ۲۰۰۸ Why Is God Laughing? The Path to Joy and Spiritual Optimism
- ۲۰۰۸ Jesus: A Story of Enlightenment ISBN 978-0-06-144873-7